# Diljit Dosanjh
Diljit Singh Dosanjh (Jalandar, 6 de janeiro de 1984) é um cantor e ator de cinema indiano do grupo étnico Punjabi. Pertence à religião Sikh.

## Carreira

### Música
Diljit Dosanjh estreou com seu primeiro álbum intitulado Ishq Da Uda Ada. No total, ele lançou seis álbuns de estúdio, incluindo The Next Level, seu álbum de maior sucesso.

### No cinema
Diljit fez sua estréia como um ator para um filme Panyab intitulado The Lion of Punjab (O Leão de Punjab), onde ele também canta a canção de abertura do filme. Essa filmagem abriu as portas para as observações da crítica e conseguiu varrer as bilheterias com sucesso. Em 2011, ela estrelou o aclamado filme ET Jihne Mera Dil Luteya, que acabou por ser um filme de grande sucesso, obtendo ótimas vendas e críticas. Os críticos elogiaram o desempenho de Diljit, isso para um filme de comédia. Em fevereiro de 2012, ele participou de um filme em hindi intitulado Tere Naal Love Ho Gaya, um filme sobre um caso de amor. Ele também participou de um videoclipe, com uma música intitulada "Pee Pee Pa Pa". Seu primeiro lançamento oficial em 2012, foi anunciado que ela participaria de um filme baseado em uma história de amor intitulada Jatt & Juliet ao lado de Neeru Bajwa.

## Discografia
| Ano  | Álbum                              | Rótulo                       | Diretor de música         |
| ---- | ---------------------------------- | ---------------------------- | ------------------------- |
| 2003 | Ishq da Uda Aada                   | Finetone                     | *******                   |
| 2004 | Dil                                | Finetone                     | Sukhpal Sukh              |
| 2005 | Smile                              | Finetone                     | Sukhpal Sukh              |
| 2007 | Ishq Ho Gaya                       | Finetone                     | Sachin Ahuja              |
| 2008 | Chocolate                          | Planet Recordz               | Pavneet Birgi             |
| 2009 | The Next Level                     | T-Series                     | Honey Singh               |
| 2011 | International Villager(Goliyan).   | Speed Records                | Honey Singh               |
| 2012 | Urban Pendu (lançamento cancelado) | Kamlee Records/Speed Records | Bhinda Aujla, Honey Singh |
| 2012 | Sikh (Dharmik).                    | Speed Records                |                           |